# Розлучення в сім'ї
Розлучення в сім'ї (англ. Divorce in the Family) — американська мелодрама режисера Чарльза Райснера 1932 року.

## У ролях
- Джеккі Купер — Террі Паркер
- Конрад Нейджел — доктор Шумакер
- Льюїс Стоун — Джон Паркер
- Лоїс Вілсон — місіс Шумакер
- Джин Паркер — Люсіль
- Моріс Мерфі — Ел Паркер
- Лоуренс Грант — Кенні
- Річард Воллес — Снуп
- Девід Ньюелл — інтерн
- Оскар Рудольф — Спайк
- Луїз Біверс — Розетта